# Spagna ai Giochi della X Olimpiade
La Spagna partecipò ai Giochi della X Olimpiade, svoltisi a Los Angeles, Stati Uniti, dal 30 luglio al 14 agosto 1932, con una delegazione di 7 atleti impegnati in tre discipline.

## Medaglie
| Medaglia | Atleta        | Sport | Evento   |
| -------- | ------------- | ----- | -------- |
| Bronzo   | Santiago Amat | Vela  | Snowbird |